# Centroscymnus owstonii
Centroscymnus owstonii ist eine Haiart aus der Familie der Schlafhaie. Sie wurde nach Alan Owston (1853–1915) benannt, einem Amateur-Naturforscher, der sich vor allem mit asiatischen Tieren beschäftigte.

## Merkmale
Centroscymnus owstonii erreicht eine Durchschnittslänge von etwa 90 cm, eine Maximallänge von 120 cm und ist schwärzlich oder dunkelbraun bis goldbraun gefärbt. Der Körper ist relativ stämmig und verjüngt sich nach hinten nicht so deutlich wie bei vielen anderen Haiarten. Die Schnauze ist mittellang. Der Abstand vom Maul zur Kopfspitze ist genauso lang wie der Abstand vom Maul zu den ersten Kiemenschlitzen. Die Lippen sind dick und fleischig. Die oberen Labialfurchen sind sehr kurz. Die Zähne im Oberkiefer sind lanzettförmig, die im Unterkiefer sind blattartig mit kurzen, schräg stehenden Nebenspitzen. Der Ansatz der ersten Rückenflosse liegt deutlich hinter der Brustflossenbasis. Vor der ersten Rückenflosse liegt ein kurzer und unauffälliger Hautkamm. Die zweite Rückenflosse ist deutlich höher als die erste. Die Basis der zweiten Rückenflosse ist länger als der Abstand zwischen ihr und der Schwanzflossenbasis. Die freie hintere Spitze der zweiten Rückenflosse liegt kurz vor der Schwanzflossenbasis. Die Stacheln der Rückenflosse sind klein. Sie stehen aus den Flossen deutlich hervor. Eine Afterflosse fehlt. Die Brustflossen sind durchschnittlich groß. An den Körper angelegt enden sie deutlich vor dem Stachel der ersten Rückenflosse. Die Bauchflossen enden unterhalb oder etwas vor dem Ansatz der zweiten Rückenflosse. Die Schuppen auf den Körperseiten sind groß und oval, glatt aber teilweise auch mit Spitzen oder Graten versehen.

## Verbreitung und Lebensweise
Centroscymnus owstonii ist weit verbreitet und wurde bisher im nördlichen Westatlantik von der Neufundlandbank bis Delaware, bei Kuba, im Atlantik von Island bis zur Westküste von Südafrika, im westlichen Mittelmeer und im westlichen Pazifik bei Japan (südöstlich von Honshu), bei Australien (New South Wales) und Neuseeland gefunden.
Über die Lebensweise von Centroscymnus owstonii ist kaum etwas bekannt. Die Art lebt auf oder nah über dem Meeresboden (bathydemersal) und über den Kontinentalhängen in Tiefen von 130 bis 3700 Metern, in den meisten Fällen zwischen 400 und 2000 Metern. Die Haiart ernährt sich von Fischen, darunter auch andere Haie, von Kopffüßern, Schnecken und vom Fleisch toter Wale. Sie ist ovovivipar (eilebendgebärend). Pro Wurf werden 13 bis 29 Junghaie geboren, die bei der Geburt 27 bis 35 cm lang sind.

## Systematik
Die Haiart wurde 1906 durch den US-amerikanischen Ichthyologen Samuel Garman erstmals beschrieben und gleich der Gattung Centroscymnus zugeordnet, die aber wahrscheinlich polyphyletisch ist. Centroscymnus owstonii ist die Schwesterart der Schweinshaie (Oxynotus), die für gewöhnlich einer eigenständigen Familie, den Oxynotidae, zugeordnet werden.

## Belege
1. 1 2 3  Centroscymnus owstonii auf Fishbase.org (englisch)
2. ↑  Leonard J.V. Compagno: FAO Species Catalogue Band 4, Sharks of the World - An Annotated and Illustrated Catalogue of Shark Species Known to Date - Part 1 - Hexanchiformes to Lamniformes. Rom 1984, S. 59.
3. ↑  Gavin J. P. Naylor, Janine N. Caira, Kirsten Jensen, Kerri A. M. Rosana, Nicolas Straube, Clemens Lakner: Elasmobranch Phylogeny: A Mitochondrial Estimate Based on 595 Species. Seite 43 in Jeffrey C. Carrier, John A. Musick, Michael R. Heithaus: Biology of Sharks and Their Relatives (Marine Biology). Verlag: Crc Pr Inc, 2012, ISBN 1-4398-3924-7.